# Charly Loubet
Charly Loubet (Grasse, Francia, 26 de enero de 1945-30 de enero de 2023) fue un futbolista francés que jugó como delantero. Jugó 36 partidos para la Selección de fútbol de Francia, anotando 10 goles.
Formado en el AS Cannes, debutó en el campeonato francés de división 2 a los 16 años. Luego jugó en el Stade Français, OGC Nice, Olympique de Marseille con el que ganó el título de campeón de Francia en 1971, luego regresó a OGC Nice y terminó su carrera en 1982 con su club de formación, AS Cannes. Luego se convirtió en entrenador de AS Cannes durante dos años y luego se convirtió en entrenador asistente hasta 2004.
Fue 36 veces internacional para la selección de Francia y marcó 10 goles con los 'blues'. Con la selección, llegó a los cuartos de final de las eliminatorias de la Eurocopa de 1968.

## Biografía
Extremo izquierdo formado en el AS Cannes, Loubet se convirtió allí en el jugador profesional más joven de Francia, debutando con el primer equipo en enero de 1962, en la Drago Cup ante el Stade Rennes, con tan solo 16 años. En diciembre de 1962, fue transferido al Stade Français, donde descubrió la primera división. En noviembre de 1963, volvió al sur, al OGC Niza, que descendió al final de la temporada pero volvió al año siguiente. Aprovechó el regreso a la primera división en 1965, para consolidarse como titular.
Loubet, un jugador vivaz y dinámico, recibió su primera selección para el equipo francés el 22 de marzo de 1967 contra Rumania. Pese a la derrota (1-2), se incorporó al grupo que lucha por la clasificación para la Eurocopa de 1968  Logró ante Luxemburgo, el 23 de diciembre de 1967, un triplete en 11 minutos que permitió a los franceses clasificarse para los cuartos de final de la Euro. Los franceses luego perdieron ante los yugoslavos. Con los Niçois, terminó subcampeón de Francia en 1968.
En 1969, el OGC Nice descendió y Charly Loubet fue reclutado por el Olympique de Marseille. Subcampeón en 1970, contribuyó activamente a la conquista del campeonato en 1971, veinticinco años después del último título conquistado por los atletas olímpicos. Bajo los colores del Marsella, marcó 40 goles en dos temporadas y compuso con Roger Magnusson, Josip Skoblar y Joseph Bonnel un ataque prolífico, terminando el OM con el mejor ataque del campeonato.
Charly Loubet experimentó problemas con el presidente del OM Marcel Leclerc en la temporada baja y luego firmó su regreso al OGC Niza, a pesar del interés tardío del Feyenoord de Rotterdam, campeón de Europa un año antes. Después de cuatro temporadas completas pero decrecientes, en las que se aseguró notablemente su 36.ª y última selección internacional ante Argentina el 18 de mayo de 1974. El 8 se lesionó gravemente la tibia-peroné. Los dirigentes del Niza ya no contaban con él y lo pusieron en la lista de fichajes a falta de un año de contrato. A pesar de las propuestas de LOSC, se incorporó al AS Cannes en 1975, en segunda división.
En enero de 1981, tras la salida del técnico del Cannes Robert Domergue, fue nombrado entrenador del primer equipo cuando aún era jugador. Dirigió a los rojiblancos hasta el final de la temporada 1982-1983. Luego se incorporó a la plantilla del club, en la contratación, en el centro de formación y luego como segundo entrenador, desde la llegada de Erik Mombaerts en enero de 1992 hasta su retiro en 2005.

## Equipos

### Como jugador
| Equipo                         | País                | Años                | PJ  | Goles |
| ------------------------------ | ------------------- | ------------------- | --- | ----- |
| AS Cannes                      | Francia             | 1962                | 23  | 7     |
| Stade Français FC              | Francia             | 1963-1964           | 26  | 8     |
| OGC Niza                       | Francia             | 1963-1969           | 205 | 64    |
| Olympique de Marsella          | Francia             | 1969-1971           | 80  | 40    |
| OGC Niza                       | Francia             | 1971-1975           | 131 | 29    |
| AS Cannes                      | Francia             | 1975-1982           | 77  | 7     |
| Selección de fútbol de Francia | Francia             | 1967–1974           | 36  | 10    |
| Total en su carrera            | Total en su carrera | Total en su carrera | 679 | 184   |

### Como entrenador
| Equipo    | País    | Años      |
| --------- | ------- | --------- |
| AS Cannes | Francia | 1981–1983 |

## Palmarés
| Título  | Club                  | Año  |
| ------- | --------------------- | ---- |
| Ligue 2 | OGC Niza              | 1965 |
| Ligue 1 | Olympique de Marsella | 1971 |